# 刘铮 (外交部)
刘铮（1927年2月—2015年10月26日），中华人民共和国外交官、朱德女婿、朱敏丈夫。此前供职于中国驻苏联大使馆。

## 生平
1960年，毕业于外交学院英语本科，任外交部欧洲司处长、礼宾司处长。1984年，任职于中国人民对外友好协会欧洲部主任。
2015年10月26日，刘铮因病逝世，享年88岁。

## 家庭
儿子：
- 刘建，解放军防化研究院副院长(妻子王玲、儿子刘宁[4])
- 刘康，从事中德之间的商务交流
- 刘敏，法语译员
- 刘武，解放军某研究所大队长